# Давід Бельйон
Давід Бельйон (фр. David Bellion, нар. 27 листопада 1982, Севр) — колишній французький футболіст сенегальського походження, нападник паризького «Ред Стар».

## Ігрова кар'єра
Народився 27 листопада 1982 року в передмісті Парижа Севрі. Вихованець футбольної школи клубу «Канн».
У дорослому футболі дебютував 2001 року виступами за англійський «Сандерленд», в якому провів два сезони, взявши участь у 20 матчах чемпіонату.
Своєю грою привернув увагу представників тренерського штабу «Манчестер Юнайтед», до складу якого приєднався 2003 року. Відіграв за команду з Манчестера наступні два сезони своєї ігрової кар'єри. За цей час виборов титул володаря Кубка Англії, після чого на правах оренди виступав за «Вест Гем Юнайтед».
З початку 2006-го по літо 2007 року грав у складі «Ніцци».
15 липня 2007 року уклав контракт з «Бордо», у складі якого провів наступні три роки своєї кар'єри гравця. Більшість часу, проведеного у складі «Бордо», був основним гравцем атакувальної ланки команди. За цей час додав до переліку своїх трофеїв два титули володаря Суперкубка Франції, ставав чемпіоном Франції та володарем Кубка французької ліги.
Протягом першої половини 2011 року років знову захищав кольори команди клубу «Ніцца».
До складу клубу «Бордо» повернувся влітку 2011 року і виступав до кінця сезону 2013/2014. Улітку 2014 року приєднався до футбольного клубу «Ред Стар» на правах вільного агента, і в цьому клубі у 2016 році й завершив кар'єру.

## Виступи за збірні
Протягом 2002—2003 років залучався до складу молодіжної збірної Франції. На молодіжному рівні зіграв у чотирьох офіційних матчах.

## Титули і досягнення
- Володар Суперкубка Англії з футболу (1):

«Манчестер Юнайтед»: 2003
- Володар Кубка Англії (1):

«Манчестер Юнайтед»: 2003-04
- Володар Суперкубка Франції (2):

«Бордо»: 2008, 2009
- Чемпіон Франції (1):

«Бордо»: 2008-09
- Володар Кубка французької ліги (1):

«Бордо»: 2008-09